# Parque Micaela Bastidas
El Parque Micaela Bastidas es un espacio público en el barrio de Puerto Madero, ciudad de Buenos Aires. Se caracteriza por un gran paseo elevado sobre un terraplén con escalinatas que lo recorre, a lo largo del cual se articulan distintos sectores, como un rosedal, un área para deportes y una plaza de juegos infantiles. El parque posee 8 hectáreas y más de 40.000 árboles, arbustos.
Lleva ese nombre por la prócer de la independencia hispanoamericana, Micaela Bastidas Puyucahua, esposa de José Gabriel Condorcanqui, Túpac Amaru II.